# Niklas Uddenäs
Niklas Uddenäs, född 12 juli 1986, är en svensk fotbollsspelare som är kontraktslös.
Han debuterade i Superettan för Landskrona BoIS den 25 juni 2012 i en match mot Halmstads BK som slutade 3-3.